# Аджман (емірат)
Аджма́н (араб. عجمان) — найменший емірат, що входить до складу Об'єднаних Арабських Еміратів (ОАЕ), розташований на заході півострова Мусандам. Площа 259 км² (0,3 % площі ОАЕ, не враховуючи островів); населення 260 492. Столиця — місто Аджман.

## Населення
- 1984 — 46 000
- 1985 — 64 318
- 1991 — 76 000
- 1995 — 118 812
- 1999 — 161 000
- 2004 — 135 000
- 2007 — 260 492[1]

Такими темпами зростання чисельності населення емірат завдячує притоку людей із сусідніх еміратів Дубаї, Шарджа, а також з інших країн.
Густота населення — 1 006 осіб на км². При цьому абсолютна більшість населення емірату (2007 — 250 808) живе в столиці Аджмані.

## Політичний устрій
Нинішній правитель емірату — шейх Хумайд бін Рашид аль-Нуаймі (народ. в 1931 р., 6 вересня 1981 р. наслідував своєму батькові й став еміром). Саме за часів його правління розпочався бурхливий розвиток Аджмана, який до того був простим рибальським селищем.
Наслідний принц Аджмана — шейх Аммар бін Хумайд аль-Нуаймі. Його керівництво протягом останніх років привело еміраті до пришвидшення темпів розвитку та спричинило бум у будівництві.

## Історія
8 січня 1820 року шейх Рашид ібн Хумайд аль-Нуаймі підписав договір із Британською імперією, приймаючи протекторат британців з метою захисту від турків-османів. Як і сусідні емірати (Шарджа, Рас-аль-Хейма, Дубаї, Умм-аль-Куейн) Аджман мав важливе для британців стратегічне розташування — через його територіальні води проходив торговельний шлях до Індії. Тому в британській колоніальній системі Аджман набув статусу колоніальної монархії, яку представники імперії вшановували певною кількістю артилерійських залпів. Щоправда, всі п'ять еміратів потрапили до найнижчого класу: їм салютували лише з трьох гармат.
2 грудня 1971 року шейх Рашид ібн Хумайд аль-Нуаймі підписав угоду про входження його володінь до складу ОАЕ.

### Правителі Аджмана
Родина Нуаймі керує Аджманом більше двох століть:
- 1775—17.. шейх Рашид ібн Хамід аль-Нуаймі
- 17..—1816 шейх Хумайд ібн Рашид аль-Нуаймі
- 1816—1838 шейх Рашид ІІ ібн Хумайд аль-Нуаймі (†1838)
- 1838—1841 шейх Хумайд ІІ ібн Рашид аль-Нуаймі (†1873)
- 1841—1848 шейх Абдельазіз ібн Рашид аль-Нуаймі (†1848)
- 1848—1873 шейх Хумайд ІІ ібн Рашид аль-Нуаймі
- 1873 — квітень 1891 шейх Рашид ІІІ ібн Хумайд аль-Нуаймі (†1891)
- квітень 1891 — 8 липня 1900 шейх Хумайд III ібн Рашид аль-Нуаймі (†1900)
- 8 липня 1900 — лютий 1910 шейх Абдельазіз II ібн Хумайд аль-Нуаймі (†1910)
- лютий 1910 — січень 1928 шейх Хумайд IV ібн Абдельазіз аль-Нуаймі
- січень 1928 — 6 вересня 1981 шейх Рашид IV ібн Хумайд аль-Нуаймі (1904–1981)
- 6 вересня 1981 — 20.. шейх Хумайд V ібн Рашид аль-Нуаймі (народ. 1931)

### ЗМІ в Аджмані
- Ajman TV [Архівовано 29 вересня 2007 у Wayback Machine.]
- Channel 4 FM — English [Архівовано 13 грудня 2013 у Wayback Machine.]
- Radio 4 FM — Urdu [Архівовано 13 грудня 2013 у Wayback Machine.]

### Газети ОАЕ
- Gulf News [Архівовано 25 липня 2008 у Wayback Machine.]
- Khaleej Times [Архівовано 17 травня 2008 у Wayback Machine.]
- Emirates Today [Архівовано 7 вересня 2007 у Wayback Machine.]
- 7 Days
- Gulf Today [Архівовано 24 серпня 2007 у Wayback Machine.]
- Emirates Evening Post